# Hemistomia whiteleggei
Hemistomia whiteleggei е вид коремоного от семейство Hydrobiidae. Видът е критично застрашен от изчезване.

## Разпространение
Разпространен е в Австралия.